# Krewinkel
Krewinkel is een dorpje in de deelgemeente Manderfeld van de gemeente Büllingen in de Belgische provincie Luik, vlak bij de Duitse grens (tot 1919 hoorde Krewinkel en omgeving bij Duitsland).

## Geschiedenis
Krewinkel werd voor het eerst vermeld in 1397.

## Bezienswaardigheden
- Sint-Eligiuskapel
- Sint-Eligiuskerk (Krewinkel)

## Natuur en landschap
Krewinkel is het meest oostelijk gelegen dorp van België. Het meest oostelijke punt van België ligt in het gehucht Kehr, dat deels Duits is. 

## Nabijgelegen kernen
Weckerath, Manderfeld, Berterath, Hergersberg, Kehr
Deelgemeenten: Büllingen · Manderfeld · Rocherath

Overige kernen: Afst · Allmuthen · Andler Mühle · Berterath · Buchholz · Eimerscheid · Hasenvenn · Hergersberg · Holzheim · Honsfeld · Hüllscheid · Hünningen · Igelmonder Hof · Igelmondermühle · Kehr · Krewinkel · Krinkelt · Lanzerath · Losheimergraben · Medendorf · Merlscheid · Mürringen · Weckerath · Wirtzfeld

Belgische gemeenten · Duitstalige Gemeenschap · Arrondissement Verviers · Luik · Wallonië